# Ylä-Suorto
Ylä-Suorto är en sjö i kommunen Suomussalmi i landskapet Kajanaland i Finland. Den är 8,7 meter djup. Arean är 36 hektar och strandlinjen är 4,23 kilometer lång. Sjön  ingår i Uleälvens huvudavrinningsområde.   Den ligger omkring 100 kilometer nordöst om Kajana och omkring 550 kilometer norr om Helsingfors. 